# Seleção Barenita de Voleibol Masculino
A seleção barenita de voleibol masculino é uma equipe asiática composta pelos melhores jogadores de voleibol do Bahrein. A equipe é mantida pela Associação Barenita de Voleibol. Encontra-se na 131ª posição do ranking mundial da FIVB segundo dados de 1 de outubro de 2018.